# La Pera

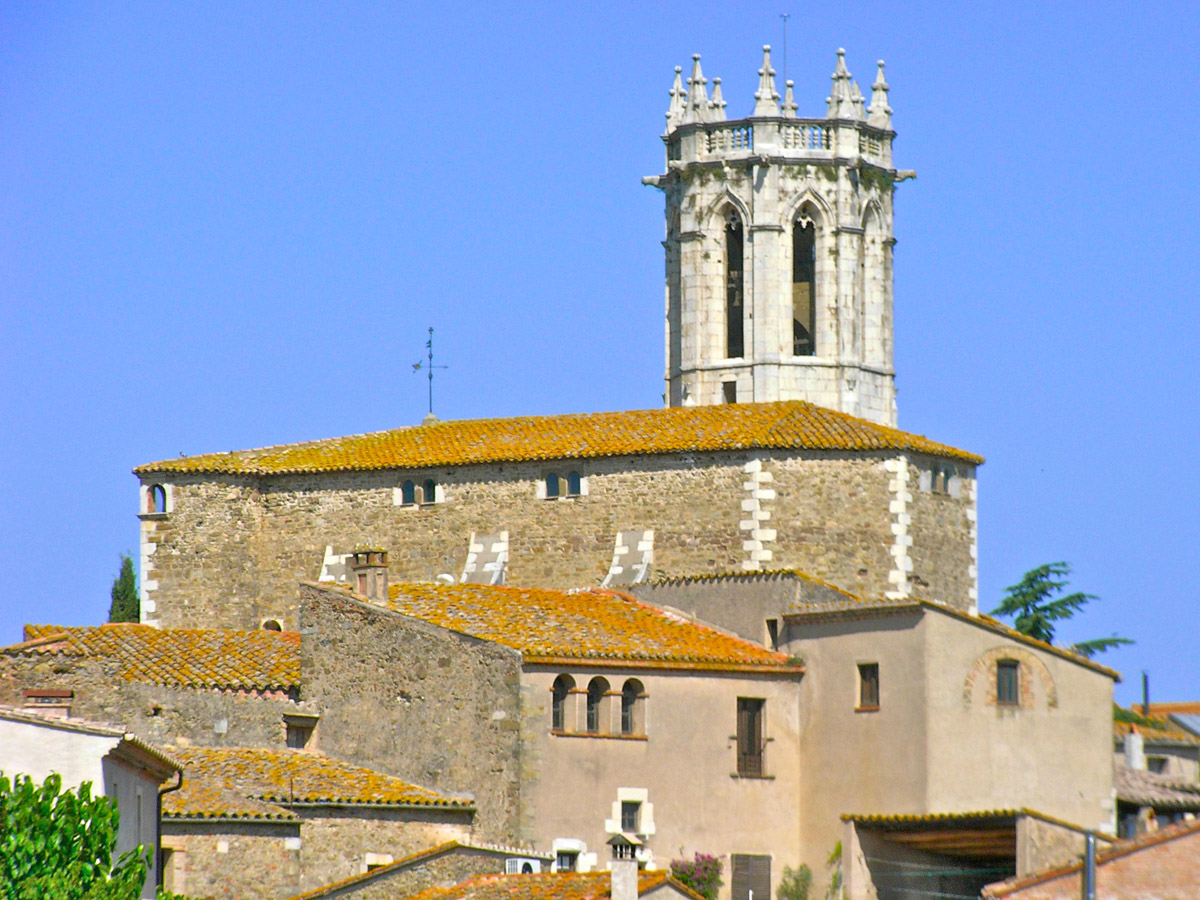
Kerk van La Pera

La Pera is een gemeente in de Spaanse provincie Girona in de regio Catalonië met een oppervlakte van 12 km². La Pera telt 441 inwoners (1 januari 2016).

## Demografische ontwikkeling
Bron: INE, 1857-2011: volkstellingen
Opm.: In 1857 werden de gemeenten Pedrinyà en Púbol aangehecht